# Czapli (obwód kurski)
Czapli (ros. Чапли) – wieś (ros. село, trb. sieło) w zachodniej Rosji, centrum administracyjne sielsowietu czaplińskiego (rejon kurczatowski obwodu kurskiego).

## Geografia
Miejscowość położona jest nad Rieutem (lewy dopływ Sejmu), 10 km od centrum administracyjnego rejonu (Kurczatow), 47,5 km od Kurska.
W granicach miejscowości znajduje się ulica Mołodiożnaja i 363 posesje.

## Demografia
W 2010 r. miejscowość zamieszkiwało 530 osób.